# Mécanisme de Jansen

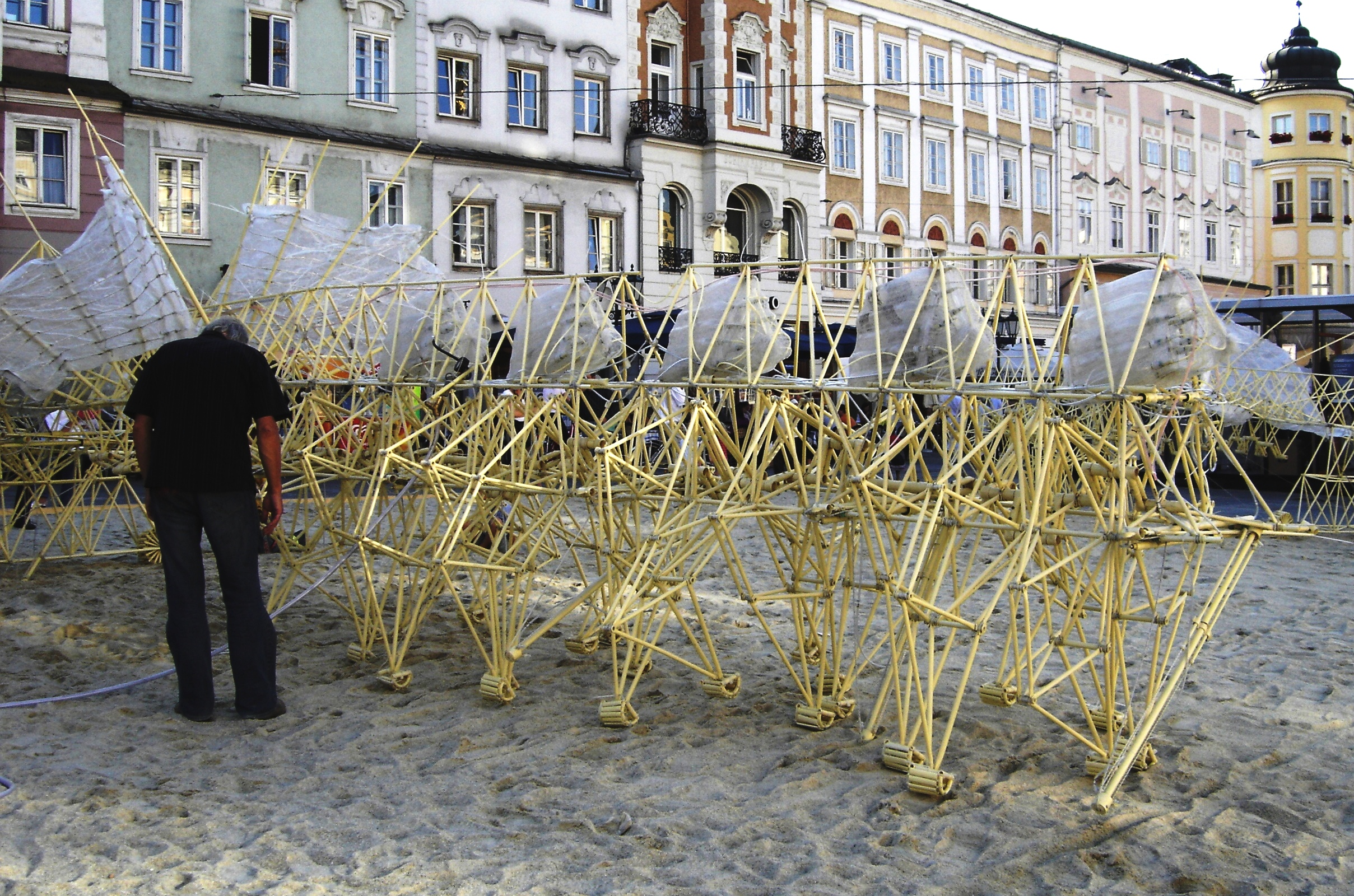
Sculpture cinétique Strandbeest de Theo Jansen. Une machine de marche actionnée par le vent.

Le mécanisme de Jansen est un mécanisme à jambes plan conçu par le sculpteur cinétique Theo Jansen en 1991 afin de simuler un mouvement de marche régulier. Le mécanisme de Jansen, outre le mérite artistique, présente l’intérêt de la simulation de la marche grâce à une simple rotation comme mouvement d’entrée. 
Jansen utilisa son mécanisme dans une variété de sculptures cinétiques qui sont connues sous le nom de Strandbeesten (bêtes de plage en néerlandais). Très légères, celles-ci peuvent se déplacer sur un plan horizontal sous l'action du vent, ou sur un plan incliné sous l'action du poids de la sculpture.

## Fonctionnement
Le seul actionneur du mécanisme de Jansen est un moteur rotatif qui fait tourner la manivelle centrale (ou, dans l'exemple des structures de l'artiste, une voile articulée convertissant la force du vent en un mouvement rotatif). Toutes les pièces étant reliées par des liaisons pivots, cela entraîne le mouvement de l'ensemble du mécanisme. Les positions de l'ensemble des pièces étant données uniquement par l'angle de la manivelle, il s'agit d'un mécanisme à un unique degré de liberté. 

## Modélisation
Les propriétés cinématiques et dynamiques du mécanisme Jansen ont été modélisées de façon exhaustive en utilisant la méthode d'intersection des cercles (si deux barres sont liées ensemble, on connaît leur position en traçant deux cercles de rayons respectifs les longueurs des barres), et des graphes de liaisons.

## Illustrations

Animation avec une jambe
Longueur des barres
Animation avec six jambes